# Enterobius vermicularis
Espèce
Enterobius vermicularis est une espèce de vers parasitaires de la classe des Secernentea. C'est la seule espèce du genre Enterobius qui parasite l'homme. Il s'agit d'un parasite cosmopolite du gros intestin chez l'homme.
Il est couramment appelé oxyure et la maladie qu'il provoque est dite oxyurose.

## Aire de répartition
L'oxyurose est extrêmement répandue, dans le monde entier, même en Europe et dans les milieux tempérés.

## Mode de vie
Le parasite vit dans le tube digestif (sur la muqueuse de l'intestin grêle) de son hôte où il se nourrit de matière organique.

## Reproduction
Les sexes sont séparés chez les nématodes. Dans le cas de l'oxyurose, le ver adulte mâle reste dans le tube digestif alors que la femelle a tendance à forcer la marge anale pour aller pondre le contenu de son utérus et mourir, provoquant de fortes démangeaisons nocturnes chez l'hôte infesté. Il est possible de recueillir des œufs de parasite dans le cas d'un diagnostic à l'aide d'un « test de Graham » à la cellophane adhésive (couramment appelé « scotch-test ») réalisé au niveau de la marge anale.

## Infection / contagion
L'humain s'infecte à partir d'objets, d'aliments, de contact oro-anal ou par inhalation de poussière souillée par des œufs de parasite (oxyurose). Néanmoins l'auto-infestation « directe » (mains souillées après grattage) permet d'entretenir l'essentiel du niveau d'infestation parasitaire. Cette maladie n'est pas liée au péril fécal car les œufs ne se retrouvent pas dans les selles. 
Cette parasitose très fréquente chez les enfants peut aussi dans certains cas être transmise par inhalation des œufs présents dans les poussières (pour le nettoyage, préférer l'aspirateur au balai en cas d'oxyurose environnante).
Chez l'adulte, la contamination peut survenir par contact oro-anal lors d'un anulingus ou d'une fellation après coït anal. 
Dans la plupart des cas il s'agit d'une parasitose sans aucune gravité, qui se traite facilement.

## Description
L''Enterobius vermicularis mesure de 1 à 4 mm pour le mâle et de 8 à 13 mm pour la femelle. Cette dernière possède une longue extrémité postérieure pointue.
Il peut être retrouvé dans les selles : de couleur blanche, il se tortille et est donc facilement visible à l'œil nu.

## Clinique
Dominée par un prurit anal prédominant le soir au coucher (nocturne).
Troubles du sommeil (cauchemar).
Plus rarement, une oxyurose est responsable chez la petite fille de vulvite avec des leucorrhées (écoulement vulvaire blanchâtre) ou d'infection urinaire répétée.

## Diagnostic
La mise en évidence du parasite peut se faire par scotch-test ou par examen parasitologique des selles.